# Nonesuch Press
La Nonesuch Press era una casa editrice britannica con sede a Londra.

## Storia
La Nonesuch venne fondata nel 1922 da Francis Meynell, la sua seconda moglie Vera Mendel e il loro amico David Garnett presso il seminterrato della libreria Birrell & Garnett di Gerrard Street, a Soho (Londra) di cui Garnett era il co-proprietario. La prima pubblicazione della Nonesuch è una riedizione di Love Poems di John Donne. La Nonesuch era una casa editrice privata insolita per l'epoca dal momento che si serviva di una piccola pressa a mano per progettare i libri (una macchina da stampa Albion), ma li faceva realizzare da stampatori commerciali come, ad esempio, la Kynoch Press di Birmingham. Questa scelta era motivata dal bisogno di produrre illustrazioni di alta qualità per il maggior numero di clienti possibili. Meynell voleva dimostrare che "i mezzi meccanici possono avere come fine la produzione di qualità". L'etichetta chiuse i battenti negli anni sessanta del Novecento. Nel corso della sua esistenza, la Nonesuch pubblicò più di 140 libri diversi.